# Laura Bruschini
Laura Bruschini (* 26. August 1966 in Lecco) ist eine ehemalige italienische Beachvolleyballspielerin. Sie war dreifache Europameisterin und nahm an den Olympischen Spielen teil.

## Karriere
Bruschini absolvierte ihre ersten internationalen Turniere 1994 und 1995 mit Caterina de Marinis. Seit 1996 bildete sie ein festes Duo mit Annamaria Solazzi, das bei der Europameisterschaft in Pescara gleich die Bronzemedaille holte. Im folgenden Jahr gewannen Bruschini/Solazzi in Riccione mit einem Sieg im Endspiel gegen ihre Landsfrauen Daniela Gattelli und Lucilla Perrotta erstmals den Titel. Bei der ersten Weltmeisterschaft wurden sie im gleichen Jahr Neunter. Nach einem dritten Platz 1998 in Rhodos feierten sie 1999 in Rhodos ihren zweiten EM-Titel (Finale gegen die Französinnen Prawerman/Rigaux), den sie ein Jahr später in Getxo mit einem Sieg gegen Jana Vollmer und Danja Müsch erfolgreich verteidigten. Bei der Weltmeisterschaft 1999 erreichten sie Rang 17.
Das olympische Turnier 2000 endete für Bruschini/Solazzi im Viertelfinale gegen das australische Duo Cook/Pottharst. Ebenfalls Fünfter wurden sie bei der Weltmeisterschaft 2001 nach einer Viertelfinal-Niederlage gegen die Tschechinnen Celbová/Nováková. Zwei Jahre später scheiterten sie hingegen in Rio de Janeiro ohne Satzgewinn in der Vorrunde. Bei der Europameisterschaft 2004 belegten Bruschini/Solazzi den fünften Rang. Am Ende des Jahres trennte sich das Duo. Bruschini trat bei der Weltmeisterschaft 2005 noch mit Diletta Lunardi an, kam jedoch nicht über den 25. Platz hinaus.